# Páramo (Castroverde)
Páramo (llamada oficialmente San Miguel de Páramo) es una parroquia y una aldea española del municipio de Castroverde, en la provincia de Lugo, Galicia.

## Organización territorial
La parroquia está formada por cinco entidades de población:

### Entidades de población
Entidades de población que forman parte de la parroquia:
- A Lagoa
- Arrubial
- Páramo
- Porcín

### Despoblado
Despoblado que forma parte de la parroquia:
- A Eirexe

## Demografía

### Parroquia
| Gráfica de evolución demográfica de Páramo (parroquia) entre 2000 y 2019 |
|                                                                          |
| Datos según el nomenclátor publicado por el INE.                         |

### Aldea
| Gráfica de evolución demográfica de Páramo (aldea) entre 2000 y 2019 |
|                                                                      |
| Datos según el nomenclátor publicado por el INE.                     |